# USS English (DD-696)
USS English (DD-696) là một tàu khu trục lớp Allen M. Sumner được Hải quân Hoa Kỳ chế tạo trong Chiến tranh Thế giới thứ hai. Nó là chiếc tàu chiến duy nhất của Hải quân Mỹ được đặt theo tên Chuẩn đô đốc Robert Henry English (1888-1943), một chuyên gia tàu ngầm từng chỉ huy tàu tuần dương hạng nhẹ Helena và được tặng thưởng Huân chương Chữ thập Hải quân. Nó đã hoạt động cho đến hết Thế Chiến II, và tiếp tục phục vụ sau đó trong Chiến tranh Triều Tiên và Chiến tranh Việt Nam cho đến khi được chuyển cho Đài Loan năm 1970, và phục vụ như là chiếc ROCS Huei Yang (DD-6) cho đến khi ngừng hoạt động năm 1999 và bị đánh chìm như mục tiêu năm 2003. English được tặng thưởng bốn Ngôi sao Chiến trận do thành tích phục vụ trong Thế Chiến II, và thêm bốn Ngôi sao Chiến trận khác trong Chiến tranh Triều Tiên.

## Thiết kế và chế tạo
English được đặt lườn tại xưởng tàu của hãng Federal Shipbuilding and Drydock Company ở Kearny, New Jersey vào ngày 19 tháng 10 năm 1943. Nó được hạ thủy vào ngày 27 tháng 2 năm 1944; được đỡ đầu bởi Nữ Thiếu úy Eloise W. English, con gái Chuẩn đô đốc English, và nhập biên chế vào ngày 4 tháng 5 năm 1944 dưới quyền chỉ huy của Trung tá Hải quân James Thomas Smith.

## Lịch sử hoạt động

### 1944 - 1945
English đi đến khu vực quần đảo Hawaii vào ngày 3 tháng 9 năm 1944 cho những hoạt động huấn luyện sau cùng, và phục vụ như tàu canh phòng máy bay cho hoạt động chuẩn nhận phi công của các tàu sân bay. Nó khởi hành từ Trân Châu Cảng vào ngày 17 tháng 12 để đi Ulithi, nơi nó tham gia cùng các tàu sân bay nhanh thuộc Lực lượng Đặc nhiệm 38 vào ngày 28 tháng 12. Nó lên đường cùng lực lượng hai ngày sau đó cho chiến dịch không kích xuống các căn cứ của Nhật Bản tại Đài Loan, Luzon, Okinawa và dọc theo bờ biển Đông Dương thuộc Pháp nhằm phối hợp với chiến dịch đổ bộ lên vịnh Lingayen.
English quay trở về Ulithi để tiếp liệu từ ngày 26 tháng 1 đến ngày 8 tháng 2, 1945, rồi lên đường đi Saipan để gặp gỡ Indianapolis (CA-35), hộ tống chiếc tàu tuần dương hạng nặng trên đường gia nhập Lực lượng Đặc nhiệm 58. Nó sau đó hộ tống các tàu sân bay khi chúng tung ra một loạt các đợt không kích hỗ trợ cho cuộc đổ bộ lên Iwo Jima, lần lượt ném bom xuống Tokyo, bản thân Iwo Jima, rồi đến lượt Okinawa.
Sau khi được tiếp nhiên liệu và tiếp liệu tại Ulithi từ ngày 4 tháng 3 đến ngày 14 tháng 3, English lên đường cùng Lực lượng Đặc nhiệm 58 cho đợt không kích lên Kyūshū, chuẩn bị cho chiến dịch tiếp theo lên Okinawa. Khi Franklin (CV-13) bị trúng bom ngoài khơi Kyushu vào ngày 19 tháng 3, chiếc tàu khu trục đã bảo vệ cho chiếc tàu sân bay bị hư hại nặng rút lui khỏi vùng chiến sự, rồi sau đó quay trở lại hộ tống đội đặc nhiệm tàu sân bay nhanh không kích xuống Okinawa và các đảo lân cận trong những ngày trước cuộc đổ bộ. Vào ngày D 1 tháng 4, nó tiếp cận Okinawa để bắn hải pháo hỗ trợ cho lực lượng đổ bộ, rồi quay trở lại hộ tống các tàu sân bay trong hoạt động không kích các mục tiêu trên bờ và tàu bè đối phương. Nó đã tách khỏi lực lượng đặc nhiệm để bắn phá Minami Daito Shima trong đêm 10 tháng 5, rồi sang ngày hôm sau đã tiếp cận để trợ giúp cho tàu sân bay Bunker Hill (CV-17), vốn bị hư hại do bị máy bay tấn công cảm tử Kamikaze đâm trúng. Nó đã trợ giúp vào việc dập tắt các đám cháy, cũng như đưa Phó đô đốc Marc Mitscher, Tư lệnh Lực lượng Đặc nhiệm 58, cùng ban tham mưu của ông từ Bunker Hill sang tàu sân bay Enterprise (CV-6).
English đi đến vịnh San Pedro, Philippines và ở lại từ ngày 1 tháng 6 đến ngày 1 tháng 7 để sửa chữa và huấn luyện. Nó lại lên đường cùng Lực lượng Đặc nhiệm 38 cho những lượt không kích sau cùng từ tàu sân bay xuống chính quốc Nhật Bản. Ngoài nhiệm vụ hộ tống các tàu sân bay, nó còn tiếp cận bờ biển đảo Honshū vào ngày 18 tháng 7 để càn quét truy lùng tàu bè Nhật Bản trong vịnh Sagami và bắn phá các mục tiêu tại Nojima Saki. Sau khi Nhật Bản đầu hàng, chiếc tàu khu trục đã có mặt trong vịnh Tokyo từ ngày 10 đến ngày 19 tháng 9, rồi hộ tống các đoàn tàu vận tải làm nhiệm vụ chiếm đóng đi từ quần đảo Mariana. Sau hai tháng làm nhiệm vụ chiếm đóng, nó rời Sasebo cho một hành trình dài quay trở về Hoa Kỳ, về đến Boston, Massachusetts vào ngày 26 tháng 4, 1946.

### 1946 – 1950
English hoạt động từ căn cứ tại Boston, và sau đó từ Charleston, South Carolina và New Orleans, trong các nhiệm vụ thực tập và huấn luyện học viên sĩ quan Hải quân Dự bị Hoa Kỳ, thường xuyên di chuyển dọc theo vùng bờ Đông Hoa Kỳ và vùng biển Caribe. Nó chuyển cảng nhà đến Norfolk, Virginia từ ngày 23 tháng 4, 1949, và đã khởi hành từ đây vào ngày 6 tháng 9 cho lượt phục vụ đầu tiên cùng Đệ lục Hạm đội tại Địa Trung Hải. Nó quay trở về Norfolk vào ngày 26 tháng 1, 1950, tiếp tục hoạt động thường lệ ngoài khơi Virginia Capes và tại vùng biển Caribe.

### Chiến tranh Triều Tiên
Được báo động khi xung đột bùng nổ giữa hai miền Bắc và Nam Triều Tiên, English khởi hành từ Norfolk vào ngày 6 tháng 9, đi ngang qua kênh đào Panama, San Diego, Trân Châu Cảng và Midway, đi đến Yokosuka, Nhật Bản vào ngày 5 tháng 10. Đi đến vùng chiến sự, nó đã hỗ trợ cho cuộc triệt thoái khỏi Hungnam, rồi cùng hai tàu corvette của Hải quân Hoàng gia Thái Lan bắn phá các vị trí của lực lượng Cộng Sản tại Choderi và Chongjin. Vào ngày 7 tháng 1, 1951, một trong hai tàu corvette, chiếc HTMS Prasae, bị mắc cạn sau một cơn bão. Khi những nỗ lực nhằm kéo con tàu bị mắc cạn không thành công, English đã dùng hỏa lực hải pháo phá hủy nó.
Từ ngày 20 tháng 1, 1951, English bắt đầu đảm nhiệm vai trò bắn hỏa lực lực hỗ trợ trực tiếp cho một sư đoàn của Lục quân Hàn Quốc, bắn phá các vị trí đối phương tại Kanson, Kosong và Kangnung để hỗ trợ cho lực lượng Hàn Quốc tiến quân trên bộ. Nó cũng đã hỗ trợ cho việc phong tỏa Chongjin và Wonsan, nơi nó đã đánh trả có hiệu quả các đợt tấn công của pháo bờ biển đối phương trong 20 ngày liên tiếp. Sau một giai đoạn hộ tống các tàu sân bay tại cả hai phía bờ biển của bán đảo Triều Tiên, nó khởi hành từ Yokosuka vào ngày 11 tháng 5 để quay trở về Hoa Kỳ.

### 1951 - 1970

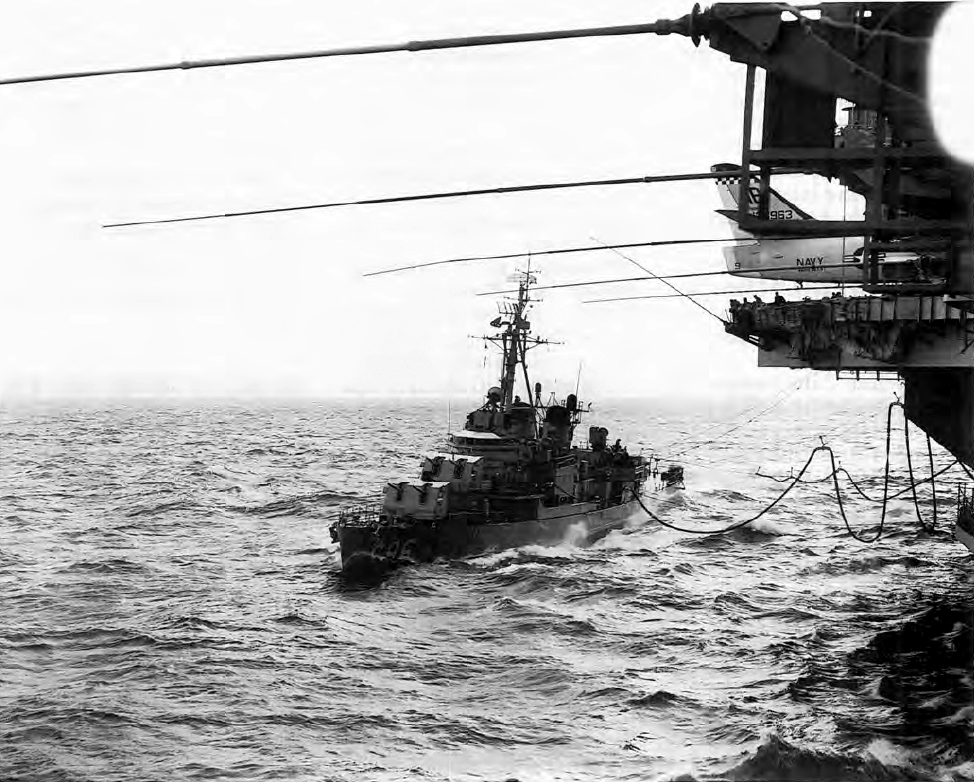
English đang được tiếp nhiên liệu từ tàu sân bay, tháng 10, 1962, trên đường đi đến vùng biển Caribe trong vụ Khủng hoảng tên lửa Cuba.

Sau khi về đến Norfolk vào ngày 9 tháng 6, 1951, English tiến hành các hoạt động huấn luyện tại chỗ, vào mùa Đông năm 1952 đã tham gia các đợt thực hành mùa Đông tại vùng biển ngoài khơi Newfoundland và Nova Scotia. Vào ngày 26 tháng 8, 1952, nó lên đường tham gia các hoạt động của Khối NATO, viếng thăm các cảng Anh và khu vực Địa Trung Hải trước khi quay trở về Norfolk vào ngày 5 tháng 2, 1953. Sang mùa Thu năm 1954, nó viếng thăm Lisbon, Bồ Đào Nha; và đang khi tham gia một cuộc tập trận hạm đội lớn vào ngày 31 tháng 10, nó gặp tai nạn va chạm với tàu khu trục Wallace L. Lind (DD-703). Cho dù bị mất một phần mũi tàu dài 50 ft (15 m), nó không chịu thương vong nào; và kỹ năng điều khiển tàu cũng như kiểm soát hư hỏng đã giúp đưa con tàu trở về cảng bằng chính động lực của nó. Con tàu được sửa chữa kịp thời để tham gia cuộc tập trận quy mô lớn tiếp theo tại vùng biển Caribe vào đầu năm 1955.
Từ tháng 5 đến tháng 8, 1955, English thực hiện chuyến viếng thăm thiện chí đến các cảng Bắc Âu; rồi từ ngày 28 tháng 7 đến ngày 4 tháng 12, nó lại phục vụ tại Địa Trung Hải, viếng thăm Bahrain trong vùng vịnh Ba Tư. Khi mâu thuẫn giữa Ai Cập với Anh, Pháp và Israel nảy sinh do vụ quốc hữu hóa kênh đào Suez đưa đến một cuộc khủng hoảng nghiêm trọng vào tháng 10-tháng 11, 1956, chiếc tàu khu trục đã giúp triệt thoái công dân Hoa Kỳ khỏi khu vực biến động, và phục vụ cùng Đệ Lục hạm đội để tuần tra khu vực Đông Địa Trung Hải. Sau khi tình hình lắng dịu, con tàu quay trở về Norfolk vào tháng 4, 1957, và hoạt động tại chỗ trong các cuộc thực hành chống tàu ngầm trong các năm 1959 và 1960.
English lên đường cho một lượt phục vụ khác tại Địa Trung Hải cùng Đệ Lục hạm đội vào tháng 9, 1961; nó quay trở về Norfolk chín tháng sau đó sau khi đã ghé qua vịnh Suda, Crete; Naples, Leghorn và La Spezia, Ý; Barcelona, Tây Ban Nha; và Toulon, Pháp. Vào tháng 10, 1962, khi diển ra vụ Khủng hoảng tên lửa Cuba, nó được huy động vào nhiệm vụ phong tỏa Cuba, hoạt động như tàu canh phòng máy bay cho các tàu sân bay Independence (CVA-62) và Enterprise (CVAN-65), đã hoạt động liên tục trong 30 ngày không ngừng nghỉ.
English được cho xuất biên chế vào ngày 15 tháng 5, 1970 và rút tên khỏi danh sách Đăng bạ Hải quân cùng ngày hôm đó.

### Huei Yang(DD-6)
English được chuyển cho Trung Hoa dân quốc (Đài Loan) vào ngày 11 tháng 8, 1970, và phục vụ cùng Hải quân Trung Hoa dân quốc như là chiếc ROCS Huei Yang (DD-6). Con tàu được nâng cấp và hiện đại hóa đáng kể trong Chương trình Wi Chin I, khi một bệ pháo 5-inch được thay bằng pháo OTO Melara 76 mm bắn nhanh, đồng thời bổ sung năm tên lửa đối hạm Hsiung Feng I và một dàn bốn ống phóng tên lửa đất đối không Sea Chaparral.
Huei Yang được cho xuất biên chế vào ngày 16 tháng 8, 1999, rồi bị đánh chìm như một mục tiêu vào ngày 14 tháng 10, 2003.

## Phần thưởng
English được tặng thưởng bốn Ngôi sao Chiến trận do thành tích phục vụ trong Thế Chiến II, và thêm bốn Ngôi sao Chiến trận khác trong Chiến tranh Triều Tiên.